# واکنش تراکمی
واکنش‌های تراکمی دسته‌ای از واکنش‌های آلی هستند که در آن دویاچند مولکول کوچک باهم ترکیب شده و مولکول بزرگتر ایجاد می‌کنند
برعکس این واکنش هنگامی که در واکنش آب مصرف شود آن را آبکافت می‌نامند. اکثر واکنش‌های بسپارش از واکنش‌های آلی به‌دست می‌آیند. این واکنش‌ها به دو دسته بسپارش اضافی و بسپارش گام‌به‌گام تقسیم می‌شوند.
عمده ترین مواد بسپاری تولیدی در صنعت پتروشیمی شامل پلی اتیلن، پلی اتیلن ترفتالات، پلی پروپیلن، پلی وینیل کلراید، پلی استایرن، اکریلونیتریل و بوتادین استایرن هستند. هر یک از مواد نامبرده در فوق، خواص ویژه‌ای داشته و در یکی از صنایع لاستیک یا پلاستیک کاربرد دارند. به عنوان مثال، پلیمر پلی اتیلن برای ساخت انواع لوله پلی اتیلن و اتصالات بکار می‌رود و یا از پلی اتیلن ترفتالات برای سامانه‌های تزریق پلاستیک استفاده می‌شود و این مواد بوسیله واکنش‌های تراکمی به‌دست می‌آیند.
بسپارش تراکمی : بَسپارهای تراکمی اصطلاحی است که برای اولین بار توسط کاروترز هنگام تهیه پلی آمیدها و پلی استرها مطرح شد. زمانی که او می‌خواست بین این دسته از بَسپارها و بَسپارهای وینیلی ساخته شده از واکنش های افزایشی تمایز قائل شود. تشکیل پلی استرها با وزن مولکولی پایین به وسیله تراکم اتیلن گلیکول و سوکسینیک اسید در سال ۱۸۶۳ و سنتز پلیمرهای آمینو کاپروئیک اسید با وزن مولکولی پایین در سال ۱۸۹۹ انجام گرفت. کارهای سامانمند کاروترز و همکاران در سال ۱۹۲۹ روی واکنش‌های پلی کندانسیون منجر به تولید پلیمرهایی با وزن مولکولی بالا .
برای تولید مولکول های پلیمر به وسیله بَسپارش رشد-مرحله‌ای حضور تکپارهایی با گروه‌های عاملی که قادر به انجام واکنش باشند، ضروری است. در این نوع بَسپارش واحد تکرارشونده در بَسپار با مونومر متفاوت است و اگر غلظت محصولات جانبی حاصل از واکنش تراکمی مانند آب زیاد شود، واکنش متوقف می‌شود و یا در جهت برگشت پیش می‌رود. معمولا با خارج کردن این محصولات جانبی از توقف واکنش یا پیشرفت در جهت عکس جلوگیری می‌کنند. از طرفی اگر مونومر بیش از دو محل برای انجام واکنش داشته باشد، پلیمرهای شبکه ای تولید می شوند. لازم به ذکر است که پلیمرهای تراکمی اغلب به وسیله تشکیل پیوند کربن-هیدروژن رشد می کنند 
پلی آمیدها پلیمرهایی از گروه ترموپلاستیک ها با پیوند آمیدی در ساختارشان هستند. اولین پلی آمید سنتزی پلی هگزا متیلن بود که در سال 1928 توسط کاروترز در شرکت دوپونت تولید و نایلون 66 نامگذاری شد. پلی کاپرولاکتام دومین پلی آمید سنتزی بود که توسط فاربن تهیه و نایلون 6 نامگذاری شد. پلی آمیدها بر اساس منشا تولید به دو دسته طبیعی مانند پروتئین و مصنوعی مانند نایلون طبقه بندی می شوند. از ویژگی های پلی آمید ها می توان به مقاومت در برابر حلال ها و مواد نفتی، مقاومت در برابر ساییدگی، استحکام و چقرمگی مطلوب، ضربه پذیری، انعطاف پذیری بالا و غیره اشاره کرد. با توجه به این خصوصیات، پلی آمیدها به طور گسترده در صنایع نساجی، بسته‌بندی ، حمل‌ونقل، تولید الیاف پلیمری ،تجهیزات پزشکی و... کاربرد دارند.
پلی استرها پلیمرهایی با زنجیره هیدروکربنی حاوی اتصالات استری هستند.این دسته از پلیمرها از واحدهای مونومری اتیلن ترفتالات مشتق شده اند که از طریق پلیمریزاسیون تراکمی ترفتالیک اسید و اتیلن گلیکول سنتز می شوند. الیاف پلی استر اولین بار توسط کاروترز در سال 1928 کشف شد. اولین پلی استر کشف شده پلی اتیلن ترفتالات بود. از ویژگی های بارز پلی استرها می توان به مقاومت بالا در برابر حرارت و رطوبت اشاره کرد. مقاومت در برابر مواد شیمیایی و استحکام بالا از دیگر ویژگی های پلی استرها است. یکی از رایج ترین استفاده های پلی استر در بطری های پلاستیکی جهت نگهداری مایعات است.
متداول ترین بطری هایی که امروزه به کار گرفته می‌شود پلی اتیلن ترفتالات است.
پلی کربنات ها از دسته پلیمرهای ترموپلاستیک هستند که اولین بار در سال 1953 سنتز شدند. ویژگی های بارز این پلیمرها مقاومت در برابر اشعه UV، شفافیت بالا، پایداری حرارتی مطلوب، استحکام و دوام بالا، مقاومت در برابر مواد شیمیایی، عایق رطوبتی، ضربه پذیری بالا و غیره هستند. این پلیمرها بدلیل دارا بودن ویژگی های مطلوب در صنایع مختلفی از جمله صنعت ساختمان به عنوان جایگزین های شیشه ، صنعت حمل و نقل، صنعت نساجی برای تولید نخ، صنعت خودروسازی برای ساخت چراغ های اتومبیل، برای ساخت عدسی ها و عینک های طبی، پوشش استخر، پوشش گلخانه، لوازم خانگی، محفظه های ضد گلوله و غیره استفاده می شوند.
دنیای گسترده پلیمرها گفتنی بسیار دارد در اینجا سعی شد پلیمریزاسیون تراکمی به اختصار توضیح داده شود.
.
واکنش شیمیایی‌ای که در آن پلیمرها به وجود می‌آیند، ‌پلیمریزاسیون نام دارد. تعداد زیادی از این واکنش‌ها، با انواع مختلف وجود دارد. اما همه پلیمریزاسیون‌ها در یک موضوع مشترک هستند: همه‌ی آنها با مولکول‌های کوچک شروع می‌کنند و با وصل کردن آنها به یکدیگر، به مولکول‌هایی غول آسا می‌رسند. ما این مولکول‌های کوچک اولیه را مونومر می‌نامیم. مونومرها، از راه‌های مختلف به هم متصل می‌شوند. در اینجا قصد داریم واکنش‌های پلیمریزاسیون را دسته‌بندی می‌کنیم، بنابراین ابتدا باید با سیستم‌های مختلف دسته‌بندی آشنا شویم. اولین سیستم، سیستم افزایشی – تراکمی است که این سیستم پلیمریزاسیون را به2 دسته تقسیم می‌کند پلیمریزاسیون افزایشی و پلیمریزاسیون تراکمی.
پلیمریزاسیونی، پلیمریزاسیون افزایشی نامیده می شود که تمام بخش های یک مونومر، قسمتی از پلیمر باشند. همچنین پلیمریزاسیون تراکمی، پلیمریزاسیونی است که وقتی مونومر وارد زنجیر پلیمر می شود قسمتی از آن کنده شود. معمولاً این قسمتِ جدا شده، یک مولکول کوچک مثل آب یا هیدروکلریک اسید است.
یک واکنش شیمیایی فرآیندی است که منجر به تعامل مواد شیمیایی با یکدیگر می‌شود.یک سری از واکنش‌های شیمیایی مختلف ممکن است برای تولید یک محصول مناسب انجام شود. انواع واکنش شیمیایی عبارت اند از واکنش سنتزی – احتراق – اکسایش کاهش و واکنش های تراکمی که در این صفحه تلاش بر توضیح آن بود